# Drosophila ornatifrons
Drosophila ornatifrons este o specie de muște din genul Drosophila, familia Drosophilidae, descrisă de Oswald Duda în anul 1927. Conform Catalogue of Life specia Drosophila ornatifrons nu are subspecii cunoscute.